# Gustav Wegner
Gustav Wegner (Alemania, 4 de enero de 1903-7 de junio de 1942) fue un atleta alemán especializado en la prueba de salto con pértiga, en la que consiguió ser campeón europeo en 1938.

## Carrera deportiva
En el Campeonato Europeo de Atletismo de 1934 ganó la medalla de oro en el salto con pértiga, con un salto por encima de 4.00 metros, superando al sueco Bo Ljungberg (plata también con 4.00 metros pero en más intentos) y al finlandés John Lindroth (bronce con 3.90 metros).